# Pushkalavati

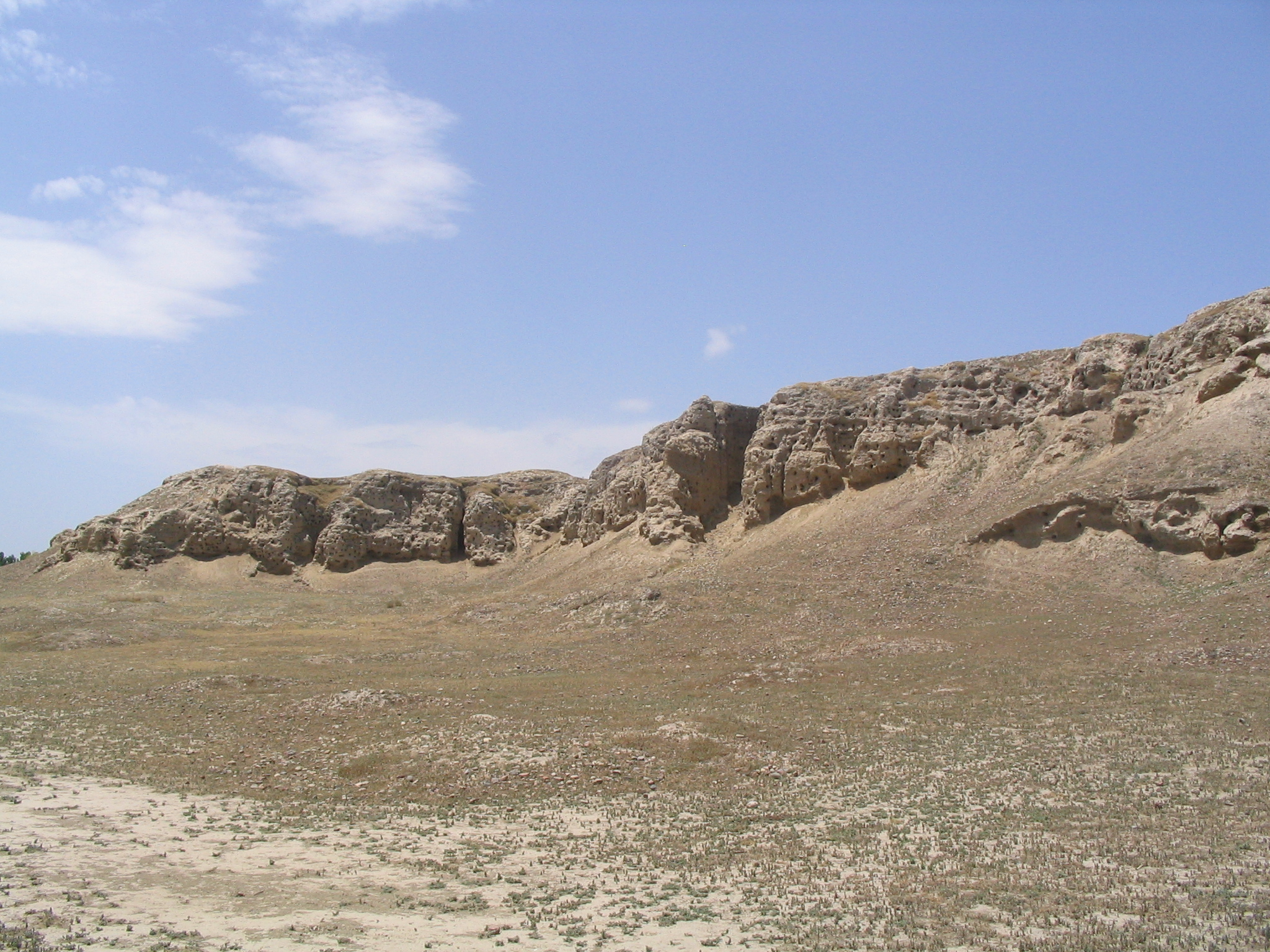
Resti dell'antica Pushkalavati, presso Charsadda

Pushkalavati (in urdu "Città del Loto", in greco Kaspaturos) era un'antica città dell'attuale Pakistan, nel Khyber Pakhtunkhwa a circa 27 km da Peshawar. I suoi campi di rovine si trovano sul fiume Swāt, nella zona di Charsadda. Era una delle principali città della regione del Gandhara e fu sostituita da Peshawar solo nel II secolo d.C., quando Kanishka vi trasferì la sua capitale.

## Archeologia

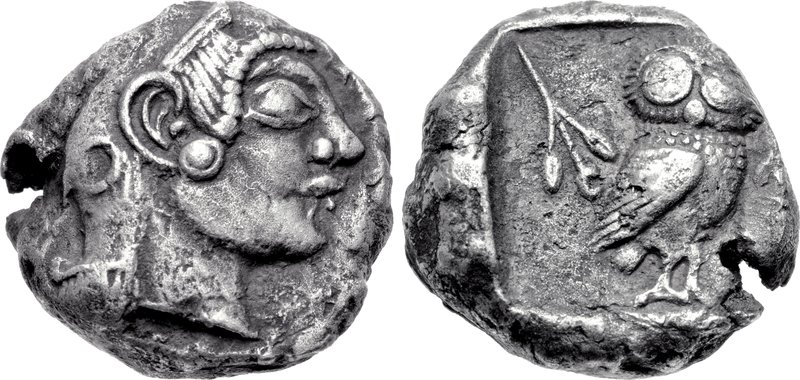
Moneta di Atena, ritrovata a Pushkalavati: il più antico esemplare ritrovato così lontano ad oriente

Le rovine di Pushkalavati sono costituite da numerosi stupa e dai siti di due antiche città, quello di Bala Hisar e quello di Shaikhan Dheri.

### Bala Hisar
Questo primo insediamento si trova a un chilometro dalla periferia nord della città di Chardassa ed è la parte più antica, fondata nel VI secolo a.C.. Qui Ashoka costruì un grande stupa, ammirato ancora da Xuanzang intorno al 630 d.C.. Gli scavi sono stati effettuati nel 1902 e nel 1958 e un saggio di scavo è stata tagliata nel cumulo di rovine. Ciò che rimane sono due tumuli piatti disseminati di cocci.

### Shaikhan Dheri
Un altro chilometro a nord-est, dall'altra parte di un affluente dello Swat, si trova il sito in rovina di Shaikhan Dheri. Il sito fu costruito dai greci battriani e aveva strade ad impianto ortogonale, a scacchiera, e si doveva chiamare in greco Peukela (Πευκέλα) o Peukelaotis ( Πευκελαώτις). Qui hanno regnato in seguito i Parti, i Saci e i Kusana. La città era un'importante zecca. Le strade principali di entrambe le città erano lunghe 750 metri. Negli anni '60 sono stati effettuati degli scavi, durante i quali sono state portate alla luce solo piccole parti e non si è conservato nulla. Nel II secolo d.C. il fiume cambiò il suo corso e la città fu inondata. Fu ricostruito in un sito oggi chiamato Rajar. Rajar non è stato scavato e, come ampie zone intorno a Charsadda, è coperto da tombe moderne.